# Ocupación de la Comisión Nacional de los Derechos Humanos
La Casa de Refugio fue un autodenominado centro okupa establecido el 7 de septiembre de 2020 en las instalaciones de la Comisión Nacional de los Derechos Humanos (CNDH) de la Ciudad de México por un grupo de mujeres, entre ellas, grupos feministas,  hasta el 15 de abril de 2022 que en un operativo policíaco fueron desalojadas.

## Contexto
En 2020, México vivía una crisis de violencia sistemática contra la mujer alcanzando el máximo punto de esta, los feminicidios, en 11.2 al día en abril de ese año. La pandemia de COVID-19 que se vive en el país agravó estas situaciones a las mujeres y a las niñas, multiplicándose los episodios de violencia doméstica y los asesinatos de mujeres por el encierro doméstico. Cifras oficiales indican que de los miles de llamadas telefónicas de auxilio hechas a los cuerpos policiacos en México por mujeres, el 57.2% la causa fue la violencia familiar, el 19.3% la violencia de pareja, 22% violencia contra la mujer y el 1.4% por violencia sexual.

Desde el 6 de julio de 2020 se realizó un plantón frente al Palacio Nacional en la Ciudad de México para solicitar la atención por parte del presidente Andrés Manuel López Obrador a un grupo de madres de hijas víctimas de feminicidios y/o desaparición forzada sin encontrar una respuesta directa. El 30 de agosto de 2020 Rosario Piedra Ibarra, titular de la comisión, anunció la renuncia de José Martínez Cruz como Primer Visitador de esa comisión. Martínez esgrimió que no podía continuar su actividad como visitador dada una falta de autonomía de la comisión al poder "sucumbir al poder". Múltiples organizaciones de derechos humanos firmaron una carta de apoyo hacia el funcionario.

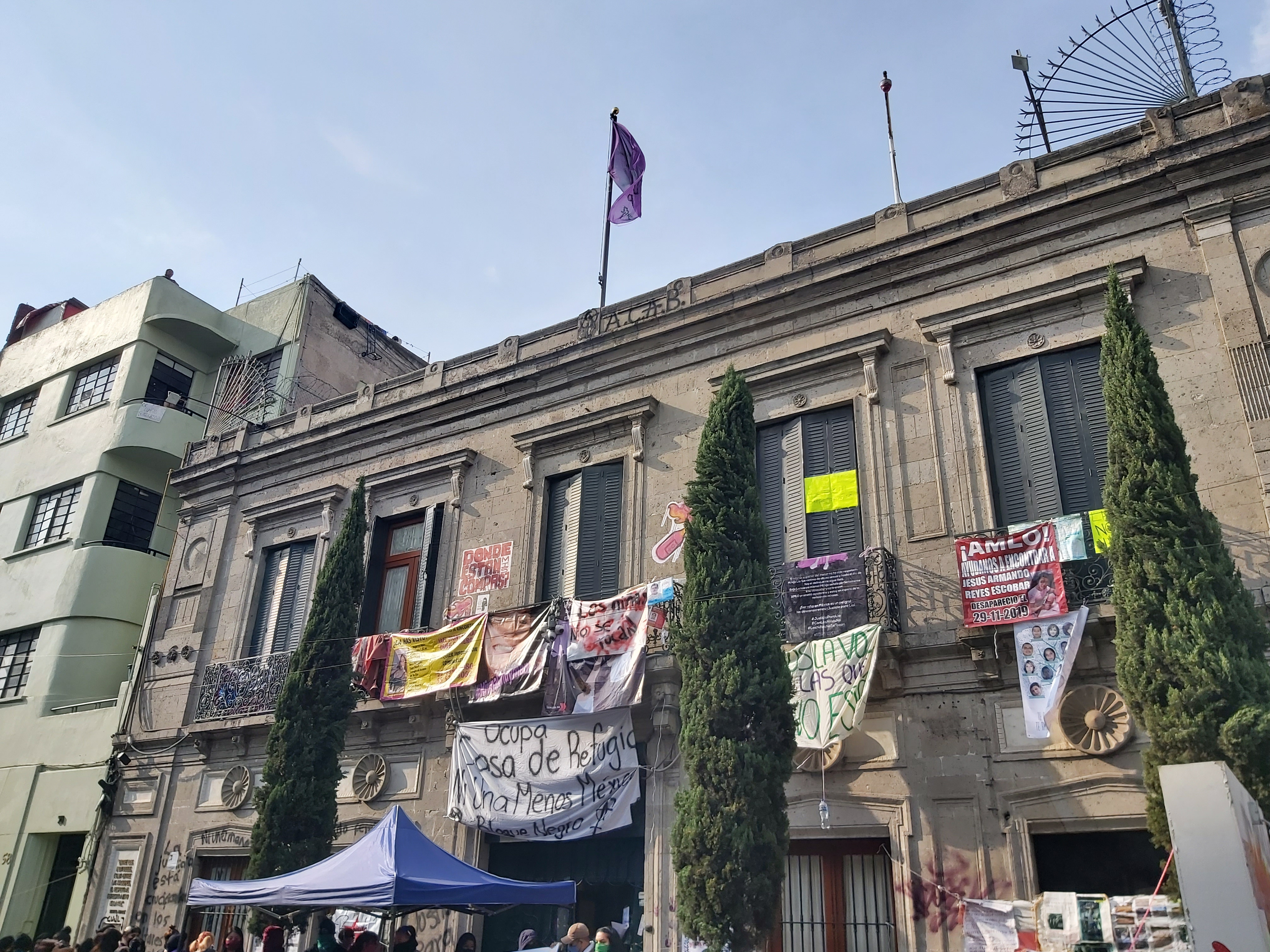
Fachada de "Ocupa Casa de Refugio Ni Una Menos México" en la Ciudad de México
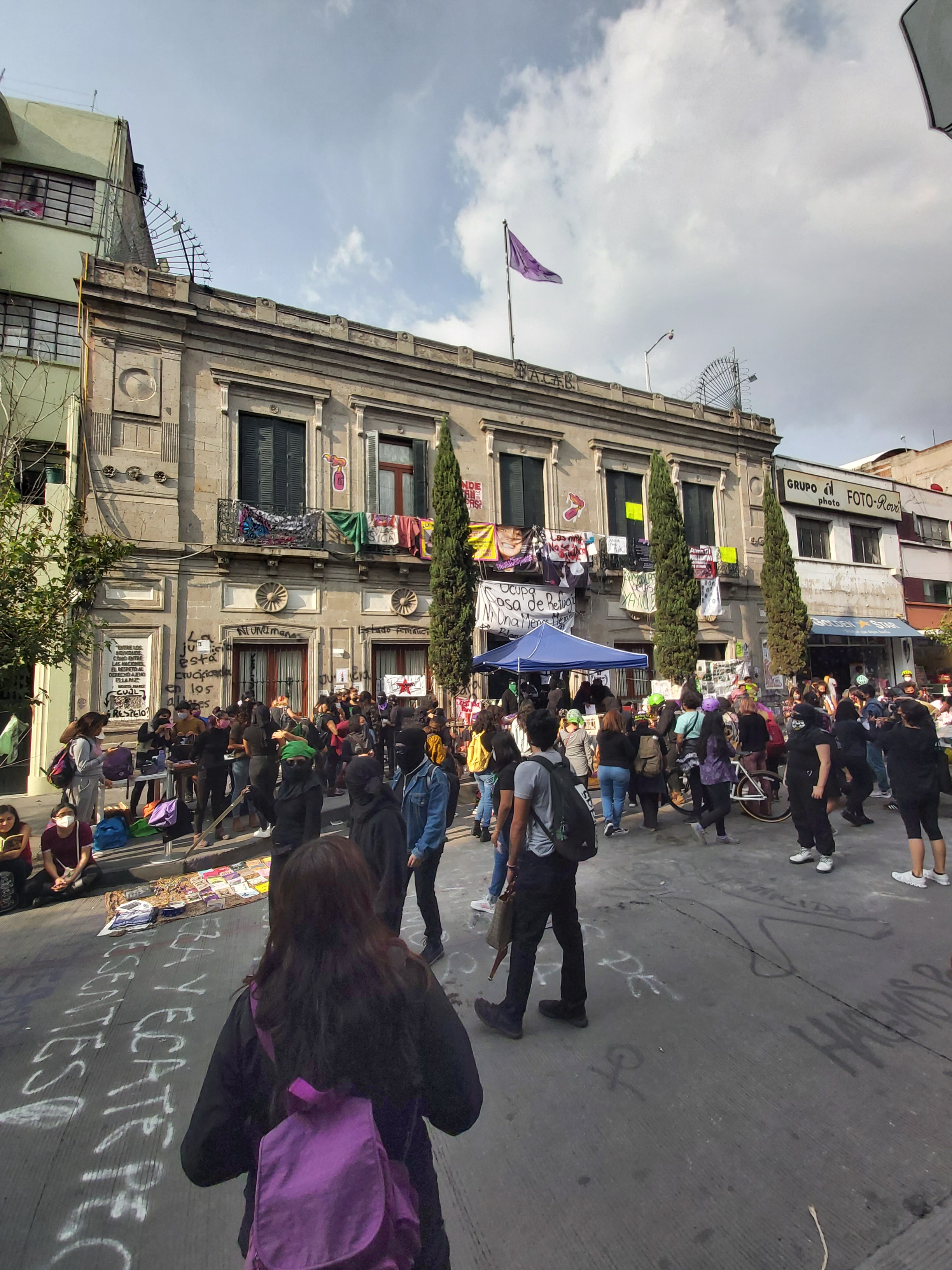
Grupo de mujeres y colectivos feministas fuera de "Ocupa Casa de Refugio Ni Una Menos México" en la Ciudad de México
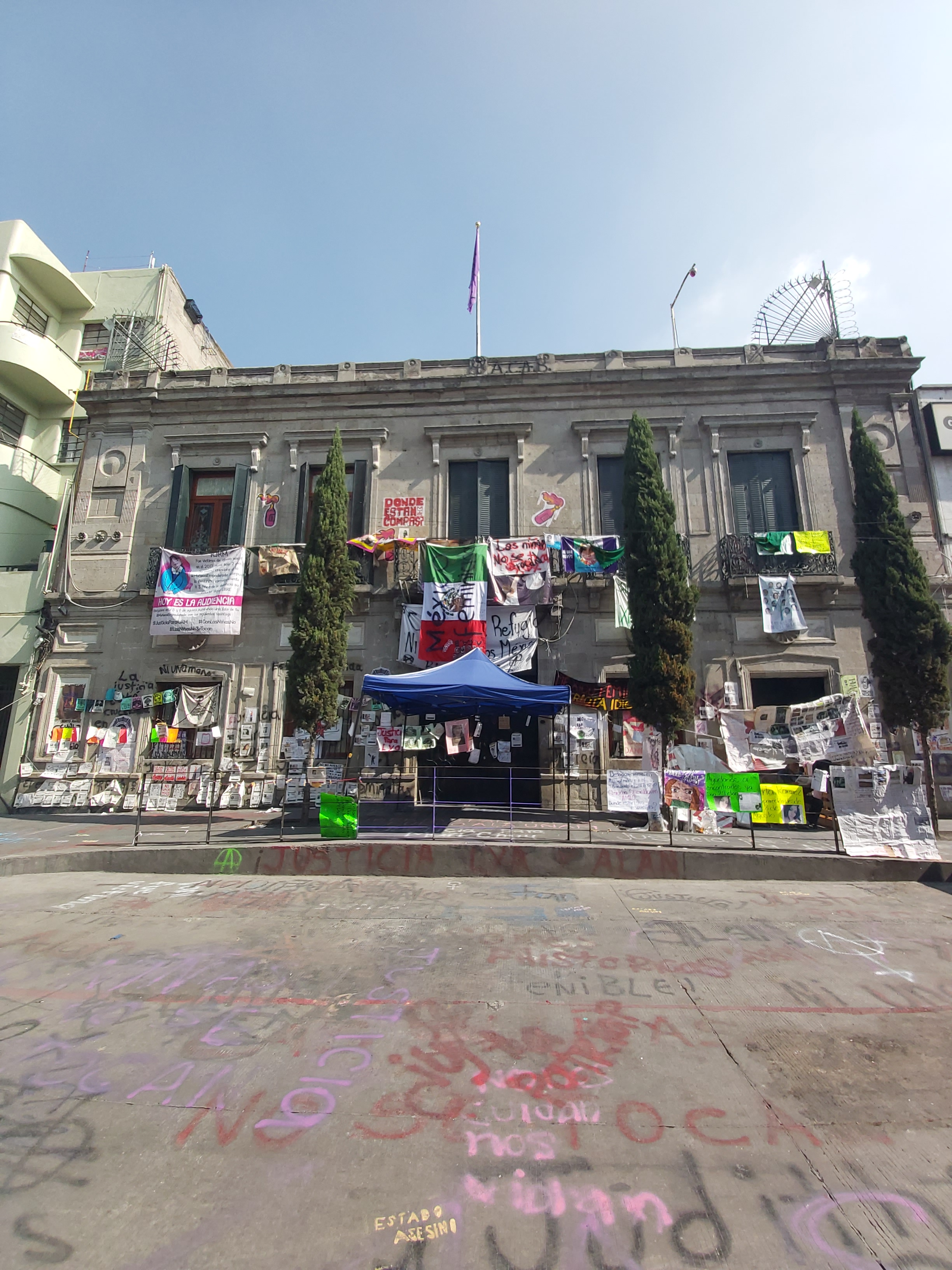
Ocupa "Casa de Refugio Ni Una Menos"

## Ocupación

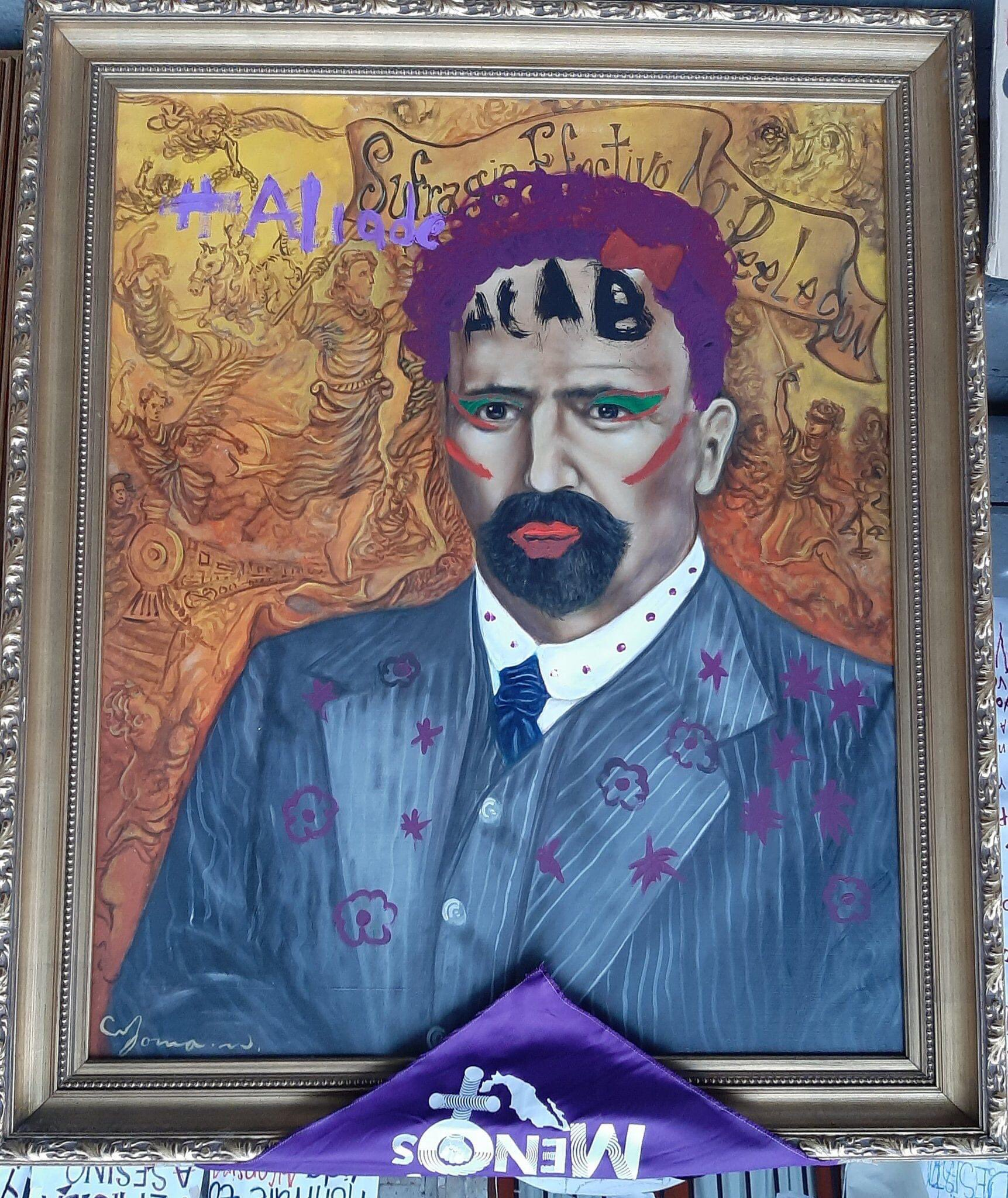
Retrato de Francisco I. Madero intervenido por las ocupantes.

El 2 de septiembre de 2020 un grupo de familiares de víctimas de abusos sexuales y de desaparición forzada fueron recibidas en una de las oficinas de la CNDH en la Ciudad de México ubicadas en la calle de República de Cuba número 60 en el Centro Histórico de la Ciudad de México. Entre las peticionarias se encontraban Silvia Castillo, Marcela Alemán y el esposo de esta, Roberto Cuello. Al considerar una falta de respuesta por parte de Rosario Piedra Ibarra, Marcela Alemán se amarró a una silla, en tanto Silvia Castillo decidió no salir de la sala hasta que fueran resueltas sus demandas. A Castillo se unió Delia Icela Quiroga, quedando ambas dentro de la CNDH donde durmieron y permanecieron los días 2 y 3 de septiembre. 
El 4 de septiembre, la colectiva feminista Ni una menos México se presentó en apoyo a las mujeres e ingresaron a las oficinas para tomar las instalaciones indicaron que no saldrían hasta que no se resuelvan sus casos.
Durante el 6 de septiembre, fueron exhibidos distintos alimentos como cortes de carne gourmet, lo que las manifestantes llamaron excesos cuando reportan que no hay recursos. El cambio de nombre fue realizado por las manifestantes para convertir las oficinas en un refugio para mujeres vulneradas. Indicando que se darán servicios de acompañamiento, asesoría legal, alimento y hospedaje. Las madres y las activistas que las apoyan realizaron pintas en el edificio e intervinieron algunos cuadros de figuras históricas de México como José María Morelos, Benito Juárez, Miguel Hidalgo y Francisco I. Madero. Posteriormente los sacaron a la calle para subastarlos. Asimismo retiraron una placa con la Declaración de los Derechos del Hombre y del Ciudadano tachándole la palabra "hombre" como protesta al androcentrismo y la quemaron fuera del exterior de la okupa. Las ocupantes anunciaron que organizadas con madres y activistas de otros estados tomarán las sedes de la CNDH en México para convertirlas en refugios para mujeres víctimas de violencia.

### Casos
Entre los casos por los cuales se protesta se encuentran:
- Feminicidio de María de Jesús Marichuy Jaimes Zamudio, una estudiante de 16 años del Instituto Politécnico Nacional que fue asesinada en 2016.[15]
- Asesinato de Alan Ibarra Castillo, de 19 años, ocurrida en San Luis Potosí.[16]
- Abuso sexual de una menor de edad de entonces 4 años, ocurrida en San Luis Potosí en 2017.[17]

## Reacciones
- El 7 de septiembre, la CNDH solicitó la devolución de las instalaciones y realizó un llamado a las mujeres que se encuentran en el recinto para iniciar una mesa de diálogo.[18]
- En la conferencia de prensa mañanera de Andrés Manuel López Obrador expresó su desacuerdo con el vandalismo a las instalaciones y a la intervención que se realizó sobre el cuadro de Francisco I. Madero.[19] "Pues yo respeto todas las manifestaciones, pero no estoy de acuerdo en la violencia, en el vandalismo, no estoy de acuerdo con lo que hicieron a la fotografía, a la pintura de Francisco I. Madero", dijo el presidente.
- El autor de dicho cuadro, Jomanu, en un primer momento se expresó indignado, tras una serie de mensajes cambio su postura hasta llegar a obsequiar ese cuadro a la niña que lo intervino y prometer la donación de una segunda obra.[20]